# Моцартеум (оркестр)
Оркестр Моцартеум — головний симфонічний оркестр Зальцбурга, асоційований із зальцбурзьким музичним університетом Моцартеум.
Оркестр заснований 1841 року "Соборним музичним товариством" (нім. Dommusikverein) при зальцбурзькому кафедральному соборі. Оркестр товариства (поступово перетвореного в консерваторію) постійно концертував у Зальцбурзі й за його межами, але тільки в 1908 році одержав власне найменування, що збігалося, щоправда, із назвою консерваторії. Спочатку оркестр очолювали керівники консерваторії, починаючи з Алоїза Таукса. Нову сторінку в історії оркестру відкрило двадцятирічне керівництво Бернхарда Паумгартнера (1917-1938), що вивів оркестр Моцартеум на рівень світових стандартів.

## Керівники оркестру
| - 1841-1861: Alois Taux - 1861-1868: Hans Schläger - 1868-1879: Отто Бах - 1880-1908: Джозеф Ф. Гуммель - 1908-1911: Джозеф Райтер - 1911-1913: Paul Graener - 1913-1917: Franz Ledwinka - 1917-1938: Bernhard Paumgartner - 1939-1944: Willem van Hoogstraten - 1946: Роберт Вагнер | - 1947-1949: Майнгард фон Залінгер - 1949-1953: Пол Вальтер - 1953-1958: Ernst Märzendorfer - 1959: Майнгард фон Залінгер - 1960-1969: Младен Башич - 1969-1981: Леопольд Гагер - 1981-1984: Ральф Вайкерт - 1984-1994: Ганс Граф - 1994-2004: Hubert Soudant - 2004-2014: Айвор Болтон |